# Esplanada (Bahia)
Esplanada est une municipalité brésilienne de l'État de Bahia et la microrégion d'Entre Rios.